# Djävulsvingar över kapellet
Djävulsvingar över kapellet är The Kristet Utseendes tredje musikalbum. Det spelades in vintern 1998 och släpptes kort därefter samma år.

## Låtlista
1. Djävulsvingar Över Kapellet
2. Gnarp Orania
3. Alien Brännvin
4. Raiders of the Lost Fultjack
5. Excalibur
6. Devilholk
7. Baron von Sadist
8. Feta Groggar och Ond Bråd Död
9. Heta Nätter i Haiti
10. Transa i Transylvanien
11. Styggare kan ingen vara / Groggened